# 泡沫塑料

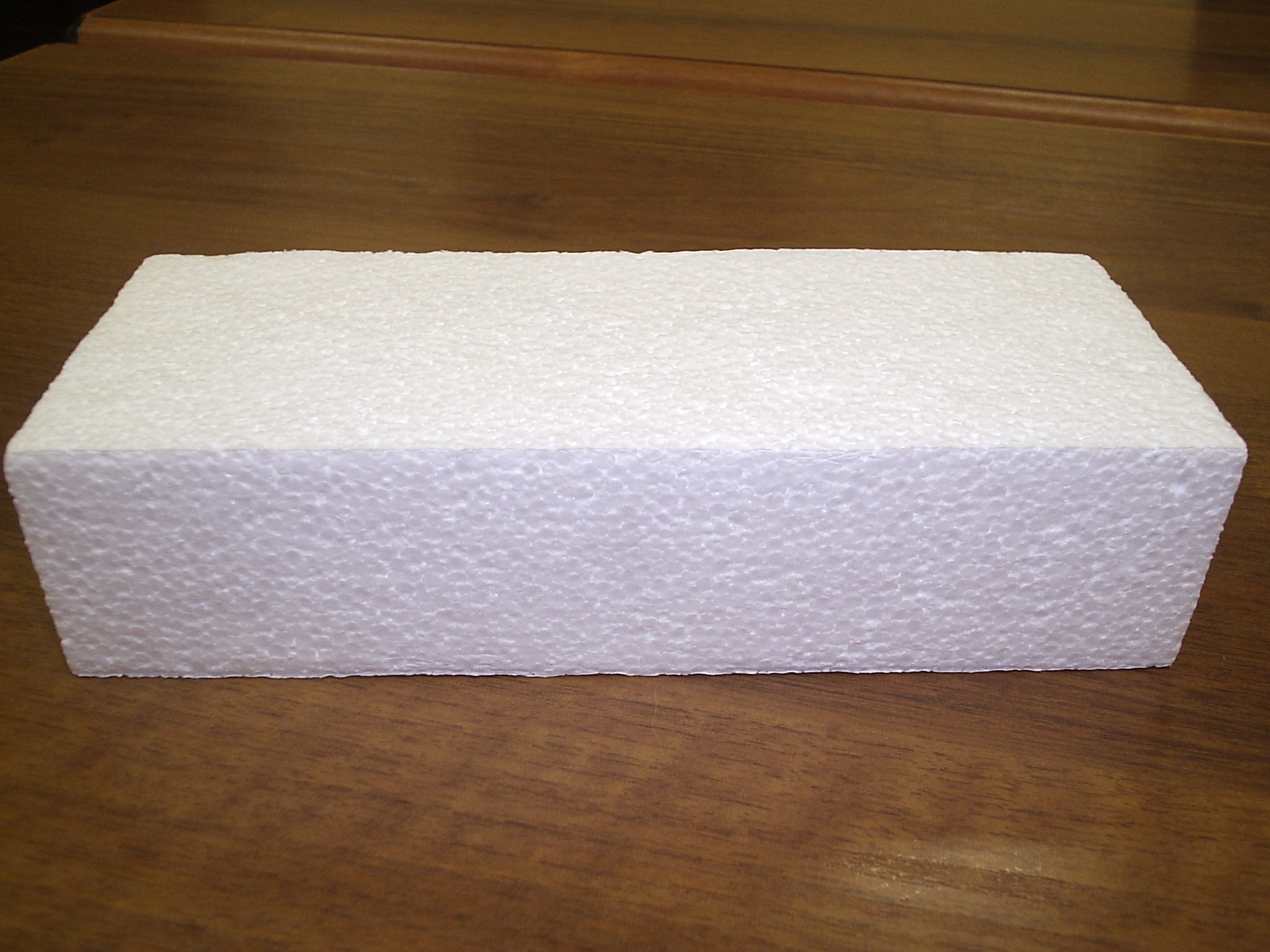

泡沫塑料（英语：foamed plastic 或 polymeric foam），俗稱保麗龍（亦稱保利綸，香港俗稱發泡膠）。是以气体物质为分散相、以固体树脂为分散介质，所组成的“分散体”，它是一类带有许多气孔的塑料；口语可称之为 泡沫材、发泡材。其制成品，可称为 泡沫体、发泡体。

## 優點和特性
由于泡沫塑料具有质轻、导热系数低、吸湿性小、弹性好、比强度高、隔音绝热等优点。因此被广泛地应用作消音隔热、防冻保温、缓冲防震以及轻质结构材料，在交通运输、房屋建筑、包装、日常用品及国防军事工业中也得到广泛应用。
在包裝上，最常使用於3C產品，用以緩衝。在冷凍上，最常見於水產品。在一些攤販小吃，也會使用其做為保冷和當成置物箱。若要切割保麗龍，會使用保麗龍切割器，根據熱塑性塑料遇熱融化的特性做切割。

## 分类
现在不论“热塑性塑料”或“热固性塑料”都可以做成泡沫体，主要有聚氯乙烯、聚苯乙烯、聚氨酯、脲醛树脂等。按照气孔的结构不同，泡沫塑料可分为开孔（孔与孔是相通的），与闭孔（各个气孔不相通）泡沫塑料。按成品硬度可分为软质、硬质和半硬质三种：
1. 硬质泡沫塑料：即在室温下，构成泡沫塑料的聚合物属结晶态或无定形态，它们的玻璃化温度高于常温，因此，在常温下泡沫塑料的质地较硬；
2. 软质泡沫塑料：即构成泡沫塑料的聚合物的熔点小于常温或无定形聚合物的玻璃化温度低于常温，材料在常温下质地柔软；
3. 半硬质（或半软质）泡沫塑料：是介于以上两类之间的泡沫体。

## 塑料泡沫的发泡
发泡原理是利用机械、物理或化学的作用，使产生的气体分散在树酯中形成空隙，此时树酯受热熔化，或链段逐步增长而使聚合体达到某一适当的粘度，树酯交联到某一适当程度使气体不能逸出，形成体积已膨胀的多孔结构，同时树酯的适时固化，使多孔结构稳定下来。制造泡沫塑料的方法可分为机械法、物理法、和化学法三种。

### 机械法
用强烈的搅拌将空气卷入树酯液

### 物理法
利用物理法成泡的方法有很多，但是比较常用的是：
- 在加压的情况下先使惰性气体溶于熔融状聚合物或其糊状的复合物中，然后再减压使被溶解的气体释放而发泡；
- 先将挥发性的液体均匀地混合于聚合物中，而后再加热使其在聚合物中气化和发泡；
- 先将颗粒细小的物质（如食盐和淀粉等）混入聚合物中，而后用溶剂或伴以化学方法，使其溶出而成泡沫；
- 先将微型空心玻璃球等埋入熔融的聚合物或液态的热固性树脂中，而后使其冷却或交联而成为多孔的固体物，将疏松、粉状的热塑性塑料烧结在一起。此法的优点在于操作中毒性较小，所用发泡剂的成本低。且不残存在泡沫塑料中，也不影响其性能。缺点就是某些过程所用设备较复杂，要求较高。

### 化学法
如果发泡气体是通过混合原料的某些组分在过程中的化学作用而产生的，则这种制造方法称为化学法。按照发泡原理不同，工业上常用的化学法有兩种：
1. 发泡气体是由特意加入的热分解物质（发泡剂）在受热时产生的；
2. 发泡气体是由形成聚合物的组分相互作用时所产生的副产物，或者是这类组分与其他物质作用的生产物。

由于第一种方法所用设备简单，而且对塑料品种又无多大限制，因此它是最主要的一种。所用发泡剂分有机（偶氮二异丁腈，偶氮二甲酰胺）和无机发泡剂（碳酸铵，碳酸氢钠等）两类。此法多用于聚氯乙烯泡沫塑料的生产上，不仅在品种上有软硬之分，而且在工艺上有很多变化。第二法多用在聚氨酯泡沫塑料的生产上。它是通过聚酯或聚醚等于二异氰酸酯或多异氰酸酯在催化作用下，发生化学反应分解出二氧化碳二发泡。制造时，整个过程都有化学反应，按完成化学反应的步骤不同，又可分为一步法和二步法:
- 一步法：将树脂的单体、泡沫控制剂、交联剂、催化剂及乳化剂等组分分一次混合，树脂的生成、交联及发泡同时进行，一步完成、由于较难控制，工业上一般不使用此法。

- 二步法：将低粘度的聚酯或聚醚树脂与二异氰酸酯先混合反应生成含有大量过剩异氰酸基团的预聚体，然后再在加入催化剂、水、表面活性剂等组分，进一步混合发泡；或将一半树脂与二异氰酸酯混合，另一半树脂与催化剂等溶液混合，发泡前再将二部分混合即可发泡成型。由于控制容易，原料使用方便，泡沫塑料的气孔均匀，固工业上常用此法.两种方法均含三个反应:

1. 聚酯与二异氰酸酯之间的链生长反应；
2. 二异氰酸酯与水反应生产二氧化碳；
3. 聚合体的分子链进一步与二异氰酸酯的交联反应。其中反应2决定着泡沫的密度与构造；反应3则决定着泡沫体的硬度。交联度愈大硬度愈高。而软质的聚氨酯泡沫塑料主要是线性结构。

## 外部連結
- Dow Chemical Company Styrofoam page
- The Difference between Polystyrene &  Styrofoam page （页面存档备份，存于）